# Estoy enamorado
Az Estoy enamorado vagy enamorada  (spanyol, jelentése ’Szerelmes vagyok’) egy kislemez Thalía első, Primera fila című akusztikus albumáról, amely exkluzív (bevezető) kislemezként 2009. november 11-én jelent meg az iTunes online zeneáruházban, majd 2010. július 9-én rádiós kislemezként is kiadták. A dal Donato y Estéfano-feldolgozás, amelyben Thalía duettet énekel egy Puerto Ricó-i ifjú felfedezettel, Pedro Capóval. Producere Áureo Baqueiro, stílusa ballada. Videóklipje a koncertfelvétel kivonata, amelyet az album DVD-kiadása is tartalmaz. A szerzemény a 28. helyig kúszott fel a Billboard Top Latin Songs listáján, míg 6. helyezést ért el a Latin Pop Songs slágerlistán.

## Külső hivatkozások
- Estoy enamorado az iTunes-on
- En el show: Espera Thalía romper récord en tienda virtual con "Estoy enamorado"